# NGC 4111
NGC 4111 је лентикуларна галаксија у сазвежђу Ловачки пси која се налази на NGC листи објеката дубоког неба.
Деклинација објекта је + 43° 4' 0" а ректасцензија 12h 7m 2,9s. Привидна величина (магнитуда) објекта NGC 4111 износи 10,8 а фотографска магнитуда 11,7. Налази се на удаљености од 16 милиона парсека од Сунца. NGC 4111 је још познат и под ознакама UGC 7103, MCG 7-25-26, CGCG 215-28, PGC 38440.